# Lupinus benthamii
Lupinus benthamii är en ärtväxtart som beskrevs av Amos Arthur Heller. Lupinus benthamii ingår i släktet lupiner, och familjen ärtväxter.

## Underarter
Arten delas in i följande underarter:
- L. b. benthamii
- L. b. opimus